# Raimundo III de Tolosa
Raimundo III es la designación que se da a varios condes de Tolosa de mediados a finales del siglo X, que pudieron existir o no. Recientes estudios han dado la vuelta a la lista tradicional de condes de este período, sin que haya un consenso sobre una nueva lista. 

## Reconstrucción tradicional
Hasta hace poco, Raimundo III fue la denominación numérica asignada a Raimundo Ponce, conde de Tolosa, quien parece haber sucedido a su padre como conde antes de 926, y a quien se menciona por última vez en 944, aparentemente para el año 969 estaba ya muerto. En ese año su viuda Garsenda aparece, actuando sola. Se cree que ella actuaba entonces como guardadora del sucesor de Raimundo y (supuesto) hijo, Guillermo III, conde de Tolosa, quien aparece junto a su esposa Emma a principios del siglo XI. Esta reconstrucción no carecía de problemas. No sólo era la cronología de esta única generación muy larga, sino que chocaba con una fuente contemporánea que se ha conservado, el Códice de Roda.  El manuscrito superviviente de esta colección de genealogías es de una fecha posterior, pero se cree que deriva de un original del siglo X. En su enumeración de los condes de Tolosa, menciona a Garsenda, hija de García II Sánchez de Gascuña, casada con (Raimundo) Ponce, con quien tuvo un hijo, Raimundo, que a su vez tuvo como hijos a Hugo y Raimundo. No se menciona a Guillermo (III). Del mismo modo, el testamento de Garsenda no menciona a Guillermo.

## Revaluación
Esta reconstrucción de consenso demostró tener fallos por el descubrimiento de una carta de 992 de Guillermo III y su esposa, Emma que explícitamente mencionó a la madre de Guillermo como la aún viviente 'Adelaix'.  Mientras que este documento demuestra que Guillermo no era hijo de Raimundo Ponce y Garsenda, ilustra poco la verdadera relación, y varios eruditos han propuesto soluciones alternativas. Estas concordarían en cuanto a la identidad de la madre de Guillermo. Se la identifica con Adelaida de Anjou, quien como viuda del difunto Raimundo de Gotia, se casó con Luis V, rey de Francia, se divorció de él dos años más tarde y se volvió a casar con Guillermo III de Provenza.  Su esposo, el "príncipe de Gotia", previamente había quedado sin reconocer, o se le había desdeñado como inapropiado, pero dada la relación histórica de este título con el condado de Tolosa, la identificación de la madre de Guillermo con Adelaida de Anjou es cosa ahora aceptada. Esto significa que el padre de Guillermo fue un previamente desconocido conde Raimundo de Tolosa, pero su relación con el conde previamente documentado, Raimundo Ponce, sigue siendo cosa de debate, habiéndose propuesto varias teorías contrapuestas.

## Reconstrucción 1
Thierry Stasser identificó al esposo de Adelaida con el último miembro de la familia que aparece en el pedigrí de Roda, el hermano de Hugo, ambos hijos de un anterior Raimundo y nietos de Raimundo Ponce y Garsenda.  Esto Stasser lo armonizaba con el testamento de Garsenda, en el que ella menciona a sus nepotes (nietos o sobrinos) Hugo y Raimundo, hijos de Guidinilda. Introduciría así dos generaciones, ambas de nombre Raimundo, entre Raimundo Ponce y Guillermo III. La primera sería el esposo de Guidinilda y el padre de Hugo y Raimundo, con este último siendo, a su vez, el esposo de Adelaida y padre de Guillermo III.  Dado que Garsenda se refiere a Hugo y Raimundo solo por los nombres de su madre, puede ser que el mayor de los nuevos "Raimundos" hubiera muerto de igual manera para 969. El añadido de hasta otros tres condes adicionales (Raimundo, Hugo y Raimundo) desplazaría la numeración de todos los condes posteriores llamados Raimundo.

## Reconstrucción 2
Martin de Framond sugiere dos alternativas, la primera de las cuales introduce sólo una generación intermedia. Sugiere que Raimundo Ponce y Garsenda fueron sucedidos por un hijo Raimundo, quien, como dice el Códice de Roda, tuvo hijos por hijos a Hugo y Raimundo, pero que como viudo de Guidinilda, posteriormente casó con Adelaida, teniendo un hijo más joven pero que con el tiempo sería el heredero Guillermo. El añadido de sólo un conde adicional, Raimundo en esta reconstrucción permite acomodar la numeración tradicional - algunos compiladores posteriores han usado el apodo para distinguir a Raimundo Ponce, y luego se refieren al posterior nuevo conde como Raimundo III, sin cambiar la numeración tradicional de los posteriores condes de ese nombre.

## Reconstrucción 3
En su segunda reconstrucción, Martin de Framond valoró más el testamento de Garsenda, que puede leerse en el sentido de que implicaba que ella no dejaba hijos. Sugiere que los nepotes Hugo y Raimundo eran hijos de Raimundo II, conde de Rouergue, el sobrino de Raimundo Ponce y su heredero masculino en caso de que él muriera sin hijos. Sugiere que Raimundo de Rouergue pudo haber sucedido a su tío como conde de Tolosa, y que el esposo de Adelaida era hijo de este conde, un medio hermano del mismo nombre de Raimundo III de Rouergue.
Dada la falta de consenso sobre estas posibles reconstrucciones, el nombre Raimundo III, originalmente referido a Raimundo Ponce, es ahora ambiguo. Puede aún referirse a Raimundo Ponce, a un hipotético hijo que se casó sucesivamente con Guidinilda y Adelaida de Anjou, o a otro hipotético hijo quien era esposo de Guidinilda y suegro de Adelaida, o a Raimundo II, conde de Rouergue.  No se ha alcanzado ningún consenso en relación con estas diferentes hipótesis, ni tampoco sobre cómo las hipótesis precedentes identificaban posibles hermanos de Guillermo III encajan en estas nuevas genealogías reorganizadas.